# Sorcerer (pel·lícula)
Sorcerer és una pel·lícula d'acció-thriller estatunidenca del 1977 produïda i dirigida per William Friedkin i protagonitzada per Roy Scheider, Bruno Cremer, Francisco Rabal i Amidou. La segona adaptació de la novel·la francesa de Georges Arnaud de 1950 Le Salaire de la peur, s'ha considerat àmpliament un remake de la pel·lícula de 1953 Le Salaire de la peur, tot i que Friedkin no estava d'acord amb aquesta avaluació. La trama representa quatre marginats d'orígens variats que es troben en un poble d'Amèrica del Sud, on se'ls assigna el transport de càrregues de dinamita envellides i mal conservades que són tan inestables que estan "suant" el seu perillós ingredient bàsic, la nitroglicerina.
Sorcerer va ser concebut originalment com un projecte secundari a la següent gran pel·lícula de Friedkin, The Devil's Triangle, amb un pressupost modest de 2,5 milions de dòlars. Més tard, el director va optar per una producció més gran, que creia que es convertiria en el seu llegat. El cost de Sorcerer fou estimat en 15 milions de dòlars, augmentant a 22 milions de dòlars després d'una producció problemàtica amb diversos llocs de rodatge, principalment a la República Dominicana, i conflictes entre Friedkin i la seva tripulació. Les despeses de muntatge van requerir la implicació de dos estudis de cinema principals, Universal Pictures i Paramount Pictures, amb ambdós estudis compartint la distribució als Estats Units i Cinema International Corporation sent responsable del llançament internacional.
La pel·lícula va rebre crítiques generalment negatives a la seva estrena. La seva recaptació nacional (inclosos els lloguers) i mundial de 5,9 milions de dòlars i 9 milions de dòlars respectivament no van recuperar els seus costos. Un nombre considerable de crítics, així com el mateix Friedkin, van atribuir el fracàs comercial de la pel·lícula a la seva estrena aproximadament al mateix temps que Star Wars, que de seguida es va convertir en un fenomen de la cultura popular.
La pel·lícula ha gaudit d'una reavaluació crítica i alguns crítics l'han elogiat com una obra mestra ignorada, potser "l'últim [un] no declarat dels anys 70 estatunidencs". Friedkin considera Sorcerer entre les seves obres preferides, i la pel·lícula més personal i difícil que ha fet mai. La banda sonora de música electrònica de Tangerine Dream també va ser aclamada, la qual cosa va portar al grup a convertir-se en compositors de bandes sonores populars durant la dècada de 1980.Després d'una llarga demanda presentada contra Universal Studios i Paramount, Friedkin va supervisar una restauració digital de Sorcerer, amb la nova impressió estrenada a la 70a Mostra Internacional de Cinema de Venècia el 29 d'agost de 2013. Warner Home Video va llançar la pel·lícula remasteritzada en Blu-ray el 22 d'abril de 2014.

## Argument
La pel·lícula s'obre amb un pròleg que consta de quatre segments descrits pels crítics com a "vinyetes". Mostren els personatges principals a diferents parts del món i proporcionen les seves històries de fons.

### Part I: Pròleg

#### Miniatura núm. 1: Veracruz, Mèxic
Nilo, un home elegantment vestit, entra a un pis a Veracruz. Nilo executa immediatament l'inquilí desprevingut amb un revòlver silenciat i procedeix a sortir casualment de l'edifici i a la plaça.

#### Miniatura núm. 2: Jerusalem, Israel
Un grup de resistents palestins disfressats de jueus provoca una explosió prop de la Porta de Damasc a Jerusalem, després de la qual es refugien al seu amagatall, on reuneixen les armes i planifiquen la seva fugida. Després d'estar envoltats per les Forces de Defensa d'Israel, es van separar; dos són assassinats i un és detingut. L'únic que aconsegueix escapar és Kassem. El segment s'acaba mentre impotent veu entre una multitud el seu company capturat.

#### Miniatura núm. 3: París, França
Mentre parla d'un llibre que la seva dona està editant, Victor Manzon descobreix d'ella un regal d'aniversari: un rellotge amb una dedicatòria especial. Després de reunir-se amb el president de la Borsa de París, on se l'acusa de frau, a Victor se li donen 24 hores per proporcionar una garantia perquè es puguin retirar els càrrecs. En Víctor coneix el seu soci de negocis i cunyat, Pascal, i es barallen; Víctor insisteix que Pascal es posi en contacte amb el seu pare per obtenir ajuda econòmica. Víctor sopa amb la seva dona i la seva amiga en un restaurant glamurós; més tard rep un missatge d'un majordom que en Pascal l'espera fora. Quan s'assabenta que el pare d'en Pascal s'ha negat a ajudar, en Víctor s'assegura que ho tornen a intentar. Acompanya la seva parella fins a un cotxe, però en Pascal se suïcida. Davant la fatalitat imminent, Víctor abandona la seva dona i el país.

#### Miniatura núm. 4: Elizabeth, Nova Jersey, EUA
A Elizabeth, una banda irlandesa roba una església catòlica que està connectada amb una banda rival de la màfia italoamericana  i organitza jocs de bingo en efectiu. Durant el robatori, un dels gàngsters irlandesos-estatunidencs dispara i fereix a un dels capellans comptant els guanys del bingo. De tornada al seu cotxe, els membres de la banda irlandesa s'enfronten a una acalorada discussió que fa que Jackie Scanlon, el conductor, perdi la concentració i xoqui amb un camió. Tots moren menys Jackie, que s'escapa amb ferides greus. El sacerdot ferit resulta ser el germà de Carlo Ricci, un cap de la màfia italiana que també controlava el flux de diners a l'església i està decidit a matar Jackie a qualsevol preu. Jackie es troba amb el seu amic Vinnie, que li revela el seu destí i troba un lloc adequat per escapar. L'única opció que té Jackie és estar d'acord.

### Part II: La vida a Porvenir
Kassem, Victor i Jackie assumeixen identitats falses i acaben a Porvenir, un poble remot en algun lloc d'Amèrica del Sud. Les seves condicions contrasten clarament amb les seves vides anteriors. L'economia del poble està fortament vinculada a una empresa petroliera estatunidenca. Kassem es fa amic d'un home anomenat 'Márquez', presumiblement un criminal de guerra nazi. Tots viuen en l'extrema pobresa i guanyen salaris minsos. Tots volen sortir, però els seus estalvis són insuficients per a l'emigració. Al cap d'un temps, Nilo arriba al poble, aixecant sospites. Mentrestant, un pou de petroli explota, i l'única manera d'apagar el foc és utilitzant dinamita. Com que l'única dinamita disponible s'ha emmagatzemat de manera inadequada en un dipòsit remot, la nitroglicerina continguda a l'interior s'ha tornat molt inestable; la vibració més lleugera podria provocar una explosió. Amb tots els altres mitjans descartats, l'única manera de transportar-lo els 351 km (218 milles) és amb camions. L'empresa busca quatre conductors per manejar dos vehicles. A Kassem, Victor, Jackie i 'Márquez' se'ls ofereix la feina, però han de muntar els camions amb peces de ferralla. Poc abans de la seva partida, Nilo mata i substitueix a 'Márquez', cosa que enfada a Kassem.

### Part III: Viatge
Els quatre conductors s'embarquen en un viatge perillós de més de 351 kilòmetres, enfrontant molts perills i conflictes interns. Malgrat les seves diferències, es veuen obligats a cooperar. Travessen un pont podrit durant una violenta tempesta, Kassem i Victor gairebé perden el seu camió en el procés. L'equip es veu obligat a utilitzar una de les caixes de dinamita per destruir un enorme arbre caigut que bloqueja el seu pas. El terreny accidentat d'una carretera al costat del penya-segat fa que el camió de Kassem i Victor exploti un pneumàtic, enviant el camió sobre el penya-segat; explota i mata la parella. Quan Nilo i Jackie s'aturen a l'escena de la destrucció, uns bandits els envolten en un intent de robatori. Maten els bandits però en Nilo està ferit de mort, i mor aviat a causa de les seves ferides. Ara sola, Jackie lluita per mantenir-se sana, aclaparada per les al·lucinacions i els flashbacks. Quan el motor del seu camió s'apaga a només dues milles de la destinació, es veu obligat a portar la dinamita restant a peu. Quan finalment arriba al seu destí, s'ensorra per l'esgotament.

### Epíleg
Al bar de darrere de Porvenir, Jackie rep un passaport colombià i la companyia petroliera paga per la feina, així com una oferta d'un altre treball. Abans d'anar-se'n, demana un ball a una dominadora. Mentre els dos ballen, els secuaços de Carlo Ricci, juntament amb el vell amic de Jackie, Vinnie, surten d'un taxi i entren al bar amb pistoles. Des de l'exterior, s'escolta el lleuger so d'un tret o d'una explosió, deixant desconegut el destí de la Jackie.

## Repartiment
- Roy Scheider com a Jackie Scanlon / Juan Dominguez, un conductor que està assenyalat per a ser mort després que la seva banda irlandesa-estatunidenca robii una església i fereix un sacerdot germà de Carlo Ricci, un poderós cap de crim de la màfia que ara busca venjança. Temps després de la seva fugida a Porvenir, les autoritats locals van demostrar que estava utilitzant una identificació falsificada; com a compensació li cobren un terç del sou diari.[28] A més, han demostrat que no parla castellà. La seva aparició com a "home de tothom"[29] està inspirada en el personatge de Fred C. Dobbs de Humphrey Bogart a El tresor de Sierra Madre, amb "barret maltret, cara sense afaitar i postura de tipus dur". El guionista Walon Green el va descriure com "creïble, audaç i, sobretot, desesperadament humà".[30] Les seves característiques són "molt probable que reflecteixin l'autoimatge de l'espectador".[25]
- Bruno Cremer com a Victor Manzon / Serrano. Manzon va ser el primer paper angloparlant de Cremer,[31] un banquer d'inversions de París l'empresa del qual, Preville & Fils, està acusada de representació falsa de garanties per un import de quinze milions de francs. Parla francès, anglès i alemany. Al llarg de la pel·lícula, "assumeix una actitud de fer-se càrrec"[25] i representa una "veu de la disciplina i la raó",[29] a més de negociar el sou amb Corlette. en nom de Scanlon, Nilo i Kassem, exigint el doble del que s'oferia originalment, de concert amb la residència legal.[28]
- Francisco Rabal com a Nilo. Aquest paper va ser un debut a Hollywood per a Rabal.[32] Nilo és un enigmàtic assassí professional mexicà, hàbil en l'ús d'armes de foc,[29] que parla anglès i espanyol. La seva visita a Porvenir havia de ser temporal, ja que estava en trànsit; tanmateix, per motius desconeguts, va decidir quedar-s'hi.[28] És el substitut d'última hora de "Márquez" com un dels conductors de camions.[28] És odiat per Kassem i inicialment no li agrada a Scanlon. Tot i tenir l'oportunitat de protagonitzar una pel·lícula de Hollywood, que era el somni de l'actor, Rabal es va mostrar una mica decebut amb l'abast internacional de la pel·lícula i va dir: "[Tota] la meva vida, volia fer una pel·lícula de 'Hollywood' [i quan] Finalment ho vaig fer, es va rodar a París, Israel, Mèxic i la República Dominicana!"[33]
- Amidou com a Kassem/Martinez, un terrorista àrab amb motivacions polítiques[25] amb "habilitats d'enginyeria improvisades".[29] La seva actitud està impregnada de "determinació irada"[25] i mostra una forta antipatia per Nilo.
- Ramon Bieri com a Corlette, un representant de la companyia petroliera que busca quatre conductors experimentats per transportar dinamita per extingir un incendi en un pou de petroli remot. Creu que l'explosió va ser provocada per terroristes locals.[28]
- Karl John com a Márquez, un vell alemany[28] i antic nazi que és amic de Kassem, que vol ajudar-lo a traslladar-se a l'estranger des de Porvenir. Inicialment és escollit com un dels quatre pilots. "Marquez" va ser l'últim paper de Karl John, ja que va morir el 22 de desembre de 1977.[34]

Altres membres del repartiment són Peter Capell com a Lartigue, el superior de Corlette; Anne-Marie Deschodt com a Blanche, la dona de Victor Manzon, que li regala un rellotge especialment gravat com a regal d'aniversari de casament, que més tard en Victor intenta vendre en va a canvi d'una sortida de Porvenir; Friedrich von Ledebur com a Carlos, propietari del bar El Corsario i suposadament antic "mariscal del Tercer Reich;" Chico Martinez com a Bobby Del Rios, un especialista en explosius i assessor de Corlette que avalua la situació al pou de petroli; Joe Spinell com "Spider", un conegut d'Scanlon a Porvenir que participa en la prova de conducció de camions però falla; Rosario Almontes com Agrippa, una criada de bar a El Corsario que sembla estimar-se en Manzon ja que li regala un crucifix abans de la seva marxa; Richard Holley com a Billy White, un pilot d'helicòpter que descarta enviar la dinamita per aire; Jean-Luc Bideau com a Pascal, el cunyat de Manzon que no aconsegueix l'ajuda del seu pare per salvar la seva empresa de l'execució d'un frau; Jacques François com a Lefevre, el president de la Borsa de París, que va acusar Manzon de frau monetari; Gerard Murphy com a Donnelly, un cap de la banda irlandesa de la qual Jackie Scanlon és membre; Randy Jurgensen com a Vinnie, un amic de Scanlon que el dirigeix als molls de Baltimore des d'on ha de fugir a un lloc encara no revelat per escapar de l'execució de la màfia; i Cosmo Allegretti com Carlo Ricci, un líder venjatiu de la màfia i germà d'un sacerdot que va ser tirotejat a Nova Jersey durant el robatori que va suposar una recompensa pel cap de Jackie Scanlon.

## Títol i temes
El títol de la pel·lícula fa referència a un dels camions, que té el nom Sorcerer pintat a través del capó (l'altre es diu Lazaro); la narració no presenta cap personatge o esdeveniment sobrenatural o màgic. Quan el director William Friedkin va anar a exploració d'ubicacions a l'Equador i va investigar els peculiars ornaments dels camions de càrrega que hi havia vist, es va adonar que hi havia noms pintats, que anaven des de referències relatives a referències mitològiques. En primer lloc, es va ocórrer amb el nom Làzaro per Llàtzer; després, després d'un temps lluitant per trobar un altre sobrenom, escoltar l'àlbum de Miles Davis Sorcerer va servir com a inspiració per anomenar l'altre camió, encara que la paraula va ser pintat en francès: "Sorcier". Aleshores, Friedkin va decidir canviar el seu títol provisional Ballbreaker per Sorcerer, que va descriure com "una referència intencionada però poc aconsellada a L'exorcista".
Friedkin va pensar que el títol s'adaptava al tema general de la pel·lícula: 
| « | The Sorcerer és un bruixot malvat i en aquest cas el bruixot malvat és el destí. El fet que algú pugui sortir per la seva porta principal i un huracà se'l pugui emportar, un terratrèmol o alguna cosa que cau pel sostre. I la idea que realment no tenim control sobre els nostres propis destins, ni els nostres naixements ni les nostres morts, és una cosa que m'ha perseguit des que era prou intel·ligent com per contemplar una cosa semblant. | » |

Friedkin va explicar aquest tema en una entrevista amb Thomas D. Clagett: 
| « | No estava preparat per al meu èxit o fracàs. Em vaig sentir... colpejat pel destí sense cap control sobre [el meu] destí. Aquest és un dels temes de Sorcerer. Per molt que lluiteu, us exploten. […] Es tracta de venjança, venjança, traïció, així és com em sento la vida... la vida està plena de traïcions... falses promeses... el destí està esperant a la volta de la cantonada per donar-te una puntada de peu al cul. | » |

 En opinió del director, la premissa de Els salaris de la por (tant la novel·la com la primera adaptació cinematogràfica) li semblava una metàfora de "el món [estar] ple de desconeguts que s'odiaven, però si no cooperaven, si no treballaven junts d'alguna manera, explotarien." Walon Green, el guionista, va dir que ell i Friedkin "volia una pel·lícula cínica on el destí giri la cantonada per a la gent abans que ells mateixos se la tornin". A més, la seva intenció era "escriure una pel·lícula real sobre el que pensàvem que era la realitat d'Amèrica Llatina i la presència d'estrangers allà avui".
Durant una escena a París que implica una conversa entre Víctor i la seva dona, ella li llegeix les memòries d'un oficial retirat de la Legió Estrangera Francesa que ha de prendre la decisió de matar o no un civil. L'oficial finalment ho fa, cosa que per a Víctor vol dir que era "només un soldat més". La seva dona, contesta amb un argument que "ningú és qualsevol cosa". Per a Friedkin, aquesta frase significa "el tema de la pel·lícula". La crítica de cinema Gloria Heifetz ha afegit que la direcció de Friedkin evita que aquesta línia esdevingui sentimental i s'enllaça amb el final de la pel·lícula.

## Producció

### Pre-desenvolupament
Friedkin va concebre originalment Sorcerer com una "petita pel·lícula de 2,5 milions", un pas per realitzar el seu proper gran projecte, The Devil's Triangle, el seguiment previst de The Exorcist. No obstant això, Steven Spielberg en aquell moment ja havia fet Encontres a la tercera fase, que presumiblement va anul·lar el projecte. Peter Biskind va teoritzar que Friedkin sempre havia vist a Francis Ford Coppola com el seu competidor, així que quan Coppola es va dirigir a les Filipines per dirigir Apocalypse Now, Friedkin va anar a Llatinoamèrica per rodar Sorcerer.
La intenció de Friedkin no era crear un remake, sinó dirigir una pel·lícula utilitzant només el mateix esquema bàsic amb protagonistes completament originals. També volia que la pel·lícula fos "més dura que la [versió] de Clouzot, amb la 'sensació documental' per la qual [ell] s'havia fet conegut." Inicialment Friedkin també volia estrenar la versió de Clouzot als cinemes estatunidencs però no va poder convèncer cap estudi important perquè ho fes. Va sentir que el públic estatunidenc tenia una exposició molt limitada a la pel·lícula de Clouzot i que el món de parla anglesa en general no n'estava molt familiaritzat.

#### Redacció i influències
Friedkin va nomenar Walon Green com a guionista de la pel·lícula. El director va conèixer Green a la dècada de 1960, i des de llavors va quedar molt impressionat amb el seu treball al western de Sam Peckinpah Grup salvatge. Friedkin va descriure Green com una persona multilingüe, que parla amb fluïdesa francès, espanyol, italià i alemany, a més de tenir "un coneixement enciclopèdic de la música i la literatura clàssiques". Abans d'escriure el guió, Green va expressar entusiasme pel projecte i va suggerir a Friedkin que llegia la novel·la de Gabriel García Márquez Cent anys de solitud. Friedkin la va descriure com "una altra obra que li va canviar la vida" que va servir com a empremta per a la seva adaptació de Salari de la por. L'esquema de la història va ser creat per Friedkin i Green, i el guió es va acabar en quatre mesos. Gerard Murphy que va retratar el cap de la banda irlandesa durant el robatori a l'església d'Elizabeth, era un criminal de la vida real implicat en un atracament similar. Friedkin va utilitzar detalls de les històries de Murphy i els va utilitzar com a inspiració. Els membres restants de la colla eren "no actors però formaven part del món de Gerry", inclòs un membre de l'IRA.
Alguns crítics van agradar certs elements de la pel·lícula a la pel·lícula de Werner Herzog de 1972 Aguirre, la còlera de Déu, com Alex Peterson, que pensava que ambdues pel·lícules destacaven per la seva "capacitat per crear una atmosfera veritablement amenaçadora a partir d'una jungla exuberant, i per fer la pregunta dubtosa rellevant de què pot aportar la cobdícia i la determinació boja als homes." Aquesta connexió es va explorar més a fons a les memòries de Friedkin del 2013, The Friedkin Connection, quan al director li agradava un personatge d'una altra pel·lícula d'Herzog; en el procés de fer la pel·lícula, "s'havia convertit en Fitzcarraldo, l'home que va construir una òpera a la selva brasilera."
Diversos crítics van comparar la pel·lícula amb El tresor de Sierra Madre de John Huston. Phil Mucci va indicar una similitud pel que fa a la premissa com un "conte d'homes desesperats en temps desesperats, units pel destí i les circumstàncies," i a Thomas D. Clagett li agradaven les característiques i l'aparença de Jackie Scanlon a Fred C. Dobbs (interpretat per Humphrey Bogart) de la pel·lícula de Huston. Segons Clagett, que cita Friedkin, això va ser intencionat. Phil Mucci assenyala la influència visual de la nouvelle vague, així com la de Gillo Pontecorvo La Battaglia di Algeri, aquest darrer comentari també reflectit per Shaun Crawford, Tom Stempel al seu llibre Framework: A History of Screenwriting in the American Film, i Ken Dancyger a The Technique of Film and Video Editing: History, Theory, and Practice, on afirma que emprant tècniques similars a Pontecorvo, en els pròlegs "estableix[en] credibilitat" i també fa "[aquestes] històries el més realistes possibles." Stempel també va al·ludir a l'estructura episòdica de la pel·lícula al treball de Robert Altman. Crawford també observa que la pel·lícula posseeix sensibilitats de "cinema verite", que al seu parer permeten al director captar "el seu realisme brut". Dancynger també toca aquest fil i valora la seqüència del pròleg de Jerusalem com a filmada completament a la "moda cinema verite".

#### Obtenció de la llicència
Abans que la producció real pogués tenir lloc, William Friedkin va haver de resoldre el problema amb la llicència, perquè Henri-Georges Clouzot no posseïa els drets de propietat intel·lectual. Era propietat del novel·lista Georges Arnaud:
| « | "Primer vam haver d'adquirir els drets, i això va resultar complicat. La pel·lícula de Clouzot és d'una talla emblemàtica, però Clouzot no era propietari dels drets. El novel·lista Georges Arnaud, que va escriure el material original original, Els salaris de la por, els controlava, i va tenir una baralla de llarga durada amb Clouzot. Estava content de vendre'ns els drets, però vaig sentir que havia de reunir-me amb Clouzot a París i obtenir la seva benedicció primer". | » |

Quan Friedkin va revelar les seves intencions a Clouzot, Clouzot es va sorprendre que Friedkin volgués reimaginar El salari de la por a causa dels enormes elogis que havia rebut en aquell moment per les seves dues pel·lícules recents. Friedkin va oferir a Clouzot un percentatge de les accions de la pel·lícula, cosa que el director francès va agrair. El 2013, després de la projecció de Sorcerer a la Brooklyn Academy of Music, Friedkin va esmentar que "va anar a casa de Georges Arnaud a través del seu advocat, i va estar molt content de fer-ho perquè no li agradava la pel·lícula de Clouzot, si us ho podeu creure?".

#### Càsting
| «                                                                                                 | I va ser només una setmana després que em vaig adonar que un primer pla d'Steve McQueen valia el millor paisatge que podríeu trobar. | » |
| — Les idees posteriors de William Friedkin sobre la pèrdua de Steve McQueen com a actor principal | |   |

Friedkin va imaginar originalment un repartiment d'estrelles com Steve McQueen, Marcello Mastroianni i Lino Ventura.
McQueen va ser la primera opció del director per a Jackie Scanlon, un petit criminal que acaba sent un fugitiu de la llei i la màfia després d'un robatori a una església de Nova Jersey. El paper de Scanlon va ser escrit específicament per a McQueen després que Friedkin el va posar en persona i va resultar que estava molt interessat en la idea. A McQueen li va encantar el guió, i fins i tot va arribar a dir "Aquest és el millor guió que he llegit mai", però no volia abandonar el país ni la seva dona Ali MacGraw en aquell moment. En canvi, va proposar que MacGraw es convertís en productora associada o que s'escrigués una part per a ella a la pel·lícula; no obstant això, Friedkin va declinar els seus dos desitjos, afirmant que "difícilment hi ha un paper important com a dona... i no tenim productors associats que no facin res, no la farem una AP". Finalment, va fer que McQueen declinés l'oferta, molestant molt el director i fent que més tard lamentés aquesta decisió.
Després del desacord amb McQueen, Friedkin es va acostar a Robert Mitchum que, tot i apreciar el guió, va declinar severament, preguntant-li a Friedkin "Per què voldria anar a l'Equador durant dos o tres mesos per caure d'un camió? Ho puc fer fora de casa." El paper es va oferir llavors a Clint Eastwood i Jack Nicholson, cap dels quals estava disposat a viatjar a la República Dominicana. Un altre candidat per al paper de Scanlon va ser Warren Oates, però una vegada que el pressupost de la pel·lícula va augmentar més enllà dels 10 milions de dòlars, l'estudi va decidir que "[el seu] nom no era prou gran per tenir una pel·lícula tan gran." Finalment van treballar junts en el seguiment de Friedkin de Sorcerer, titulat El robatori més gran del segle.
A Marcello Mastroianni se li va oferir el paper de Nilo, que va acceptar inicialment, però a causa de problemes relacionats amb la custòdia de la seva filla després de la seva separació de Catherine Deneuve, finalment va rebutjar l'oferta del director. El va substituir l'actor espanyol Francisco Rabal, a qui Friedkin havia desitjat per al paper de "Frog One" a The French Connection perquè li encantava la seva actuació a Belle de jour de Luis Buñuel, però el director de càsting va cridar Fernando Rey per error.
El paper de Manzon estava destinat a un dels actors europeus més destacats, Lino Ventura. Malgrat les preocupacions de Ventura pel seu anglès, inicialment va acceptar la proposta de Friedkin. Tanmateix, després que McQueen es retirés, Ventura va dubtar a participar en la pel·lícula.
No va ser fins que l'executiu de Universal Sidney Sheinberg va suggerir Roy Scheider que Friedkin va aconseguir el paper principal de Jackie Scanlon. Anteriorment havien treballat junts a French Connection, però havien perdut el contacte després que Friedkin, a la insistència de William Peter Blatty, es negués a fer de Scheider com a pare. Karras a L'exorcista. Amb Universal poc entusiasmada pel projecte, va contractar Scheider, que recentment havia tingut un gran èxit a Tauró, de Steven Spielberg, va augmentar la confiança de l'estudi. Les notes de producció del llançament del DVD Universal de 1998 expliquen una història diferent, assenyalant que el càsting de Scheider com a Scanlon/Dominguez va ser una "conclusió prèvia" i "el elecció ideal (potser l'única) per al paper" ja que Friedkin l'havia dirigit anteriorment a French Connection.
Després de triar Scheider per al paper principal, Lino Ventura es va negar a quedar com a segon actor. L'actor va ser substituït per Bruno Cremer, que, entre altres pel·lícules anteriors a Sorcerer, havia participat a Section spéciale de Costa-Gavras's i a qui Friedkin va descriure com un "bon actor".
L'únic actor que va ser l'elecció original de Friedkin va ser el franco-marroquí Amidou, que va interpretar al terrorista palestí Kassem. Friedkin va quedar tan impressionat amb la seva actuació a La Vie, l'amour, la mort de Claude Lelouch (estrenada el 1968) que va escriure el seu nom immediatament després de veure la pel·lícula, esperant col·laborar amb ell un dia.
En general, Friedkin es va sentir insatisfet amb el procés de càsting. Va sentir que Sorcerer "necessitava estrelles" i va afirmar que els actors contractats per als papers de Scanlon i Manzon eren la seva cinquena, sisena o setena elecció preferida. Rabal, però, va ser la seva "aproximadament segona o tercera opció".  Malgrat que li agradava Cremer, Friedkin sentia que en aquest peper hi estaria millor Jean-Paul Belmondo o Lino Ventura. L'abundància d'actors estrangers a la llista del repartiment va fer que Sidney Sheinberg demanés al director si li agradaria que tinguessin pseudònims anglicitzats.

### Caracterització i disseny
| «                                                        | Un dels meus temes és que hi ha bé i mal en tothom. No volia convertir aquests nois en herois. Realment no crec en els herois. El millor de la gent té un costat fosc i és una lluita constant perquè el millor per sobreviure i prosperar. | » |
| — L'actitud de William Friedkin cap a la caracterització | |   |

Segons Friedkin citat per Kachmar, la seva intenció artística va ser rodar la pel·lícula sencera sense "sentiment" o "melodrama", que la va fer completament buida de "moments sincers". L'obra de Friedkin ha estat sovint assenyalada pels crítics per la seva manca d'"herois o vilans clars", i el mateix director va admetre que ell no creia en cap dels dos. Així, va imaginar que els quatre personatges principals eren antiherois i "difícils d'arrelar". Friedkin es va sentir molt segur de si mateix en l'època, pensant que era "a prova de bales [i] res no l'aniria a aturar [l']", i va sentir que "podria portar a un públic a través d'això amb la gent no més simpàtica de la Terra". El director també va afirmar que la línia "l'acció és caràcter" de la novel·la El gran Gatsby de F. Scott Fitzgerald li va servir d'inspiració en totes les pel·lícules que va fer, inclosa Sorcerer.
Serdar Yegulalp assenyala les característiques i trets distintius de cadascun dels protagonistes i elogia l'execució de Friedkin dient que la pel·lícula "mai cau en el parany de que cada personatge brilli al moment: només fan les seves coses quan estan recolzats contra l'abisme". com ho fem tots al món real" i afegint que "la seva desesperació no és una pose".
Abans del procés de postproducció, la pel·lícula contenia una quantitat significativament més gran de diàlegs, i una anàlisi detallada dels talls europeus i americans revela que certes escenes que impliquen la relació entre Scanlon i Nilo, com a més de presentar alguns dels motius de Nilo, es van eliminar.
A diferència d’El salari de la por, en què els personatges principals rebien dos camions en perfecte estat per part de la companyia petroliera, els seus homòlegs representats a Sorcerer havien de ser muntats pels mateixos protagonistes, utilitzant peces recuperades dels inutilitzats. La producció va aconseguir dos camions militars GMC M211 de 2 1⁄2 tones de capacitat, desplegats per primera vegada el 1952 durant la Guerra de Corea com a camions de transport. Utilitzant els coneixements adquirits a partir de les visites a l'Equador, Friedkin va emprar un artesà dominicà per tal d’embellir els vehicles amb símbols i pintures basades en els noms Lazaro i Sorcerer.

### Rodatge
Friedkin va triar Dick Bush com el seu director de fotografia després de veure la versió cinematogràfica de l'òpera rock Tommy, dirigida per Ken Russell, i després de descobrir que Bush havia filmat la biografia de Gustav Mahler i també va col·laborar amb Lindsay Anderson, a qui Friedkin estimava molt. L'aleshores dona de Scheider, Cynthia Scheider, era un assistent de muntatge de cinema que havia treballat anteriorment amb Bud Smith a L’exorcista. Atès que el rodatge de la pel·lícula va requerir una llarga estada a Amèrica del Sud, Scheider va preguntar a Friedkin si podia quedar-se amb ell i tenir una feina com a muntatge. El director va complir el seu desig i, segons es diu, estava "encantat". Sorcerer es va rodar durant un programa de producció de deu mesos, utilitzant aproximadament 1.200 configuracions de càmera. El director va intentar completar la pel·lícula "sense dependre del diàleg" i "explicar la història a través d'imatges". En el llibre de premsa de la pel·lícula, Friedkin afirma que per a ell crear una pel·lícula és una experiència multifacètica: "[]cada pel·lícula són en realitat tres pel·lícules[.] Hi ha la pel·lícula que conceps i planeges. Hi ha la pel·lícula que realment rodes. és la pel·lícula que surt amb tu a la sala de muntatge".
La fotografia principal va començar a París i va representar la història de fons de Victor Manzon. La seqüència filmada a Jerusalem es va realitzar amb la col·laboració de les Forces de Seguretat d'Israel que es van retratar en les escenes de persecució. La simulació d'explosió que es va produir durant les escenes de Jerusalem va tenir tal poder que va trencar una finestra de la casa de l'alcalde de la ciutat, que es trobava a 6 metres de distància. La detonació va ser controlada per Nick Dimitri, un doble que representava un soldat israelià, que es va col·locar massa a prop dels explosius que li van provocar ferides. No obstant això, després d'una hora, el director va ordenar una segona presa, sent inflexible sobre l'accident anterior. Dimitri va elogiar l'artesania de Friedkin dient que "quan mires la pel·lícula i tot s'esborra, ni tan sols pots saber si és la primera o la segona presa". A més, durant la realització de la seqüència, un bombardeig autèntic va tenir lloc als voltants, cosa que va fer que Friedkin captés imatges addicionals que, segons la seva opinió, afegeixen "una realitat documental". La quarta vinyeta del pròleg, que té lloc a Elizabeth (Nova Jersey), conté una escena que implica un accident de cotxe. Van trigar dotze trigues i uns deu dies per aconseguir el que Friedkin pretenia. El director recorda que la seqüència semblava "impossible de rodar", després d'haver implicat diversos dobles de Nova York, la tripulació va destrossar set vehicles al llarg d'una setmana, sense satisfer les intencions del director. Friedkin aleshores es va posar al seient del passatger per avaluar els aspectes negatius de l'execució de l'escena. El director es va cansar de la situació i va decidir escoltar David Salven, el productor de línia, que va suggerir que contractessin un conegut especialista, Joie Chitwood Jr, a qui Friedkin va descriure com "baix, corpulent, mig indi, segur de si mateix i sense por". Després que Friedkin li proporcionés tota la informació necessària sobre la infraestructura del plató, Chitwood va analitzar minuciosament l'entorn i va ordenar als tècnics d'efectes especials que construïssin una rampa inclinada de quaranta peus de llarg que li permetés "conduir el cotxe a la màxima velocitat en dos rodes, girar-lo a l'aire i xocar contra una boca d'incendi". La construcció va durar tres dies i l'acrobàcia va tenir èxit durant la seva primera presa.
Friedkin va dir que l'escena més important de la pel·lícula va ser "la seqüència de creuament del pont, en què els dos camions han de creuar per separat un vell pont penjant de fusta que sembla completament inestable". També la va considerar l'escena més àrdua que ha filmat mai. El pont va ser dissenyat per John Box utilitzant components hidràulics curosament amagats que permeten controlar els moviments del pont i dels camions per igual. La seva primera iteració es va construir a la República Dominicana durant un període de tres mesos, i va necessitar 1 milió de dòlars per completar-la. Tanmateix, tan bon punt es va acabar, la tripulació de Friedkin es va enfrontar a un problema de precipitacions anormalment baixes. Durant el procés de construcció, el nivell de l'aigua del riu va disminuir dràsticament i, quan es va muntar el pont, el riu s'havia assecat completament, malgrat que els enginyers locals asseguren que no s'havia registrat cap fluctuació del nivell de l'aigua durant l'estació seca. Els executius de l'estudi van suggerir que Friedkin dissenyés una escena menys sofisticada, però en canvi va continuar realitzant la seva visió en diferents llocs. Així, John Box va anar a explorar llocs a Mèxic i va trobar que el riu Papaloapan posseïa característiques similars. El pont construït anteriorment va haver de ser desmuntat i tornat a ancorar. L'arribada de la tripulació d'en Friedkin va causar una gran pertorbació als voltants entre els locals a causa de la seva reputació com a director de L’exorcista. Tanmateix, una part de la població va oferir ajuda per acabar l'estructura. Finalment, aquest riu també es va veure afectat per la sequera, que va obligar a aplicar alguns efectes pràctics per completar l'escena. Per tal de crear pluja artificial, Friedkin va emprar bombes d'aigües residuals per drenar l'aigua del riu i desviar-la a un sistema d'aspersió. Només aquesta escena, que dura 12 minuts, va trigar diversos mesos a completar-se i va costar aproximadament tres milions de dòlars. El director ha afirmat que durant aquesta seqüència, el camió va trontollar contra les cordes, de fet, es va bolcar al riu diverses vegades, provocant nombroses represes.
El coordinador d'acrobàcies de la pel·lícula va ser Bud Ekins, que va ser el doble d'acrobàcies de Steve McQueen a La gran evasió. Era amic de l'editor de pel·lícules, Bud Smith, que recorda que Ekins era "tan fresc com el cogombre". En alguns casos es van emprar acrobàcies durant tota la realització de la pel·lícula, però, en general, els actors principals van actuar com els seus propis dobles i eren conductors de camions reals. Per exemple, com que el personatge de Roy Scheider, Jackie Scanlon, havia de ser el conductor d'una màfia, va haver de fer una preparació especial per maniobrar un camió d'època amb el propòsit d'adquirir les habilitats de conducció necessàries. Ha resumit l'experiència com a "assaig per mantenir-se viu". Scheider ha subratllat que no es va utilitzar cap projecció de la pantalla posterior ni cap altre tipus de "fotografia trucada", a causa de la distància entre les càmeres, els vehicles i el terreny circumdant. En una entrevista de 1977 per a The New York Times, Scheider va dir que el rodatge de Sorcerer "va fer que Tauró semblés un pícnic". Va esmentar que els dobles estaven descontents pel fet que els actors principals fessin les seves pròpies acrobàcies, i va afegir que l'escena que implicava creuar un pont de corda penjant és "el que realment va passar". Scheider la va anomenar la seqüència més perillosa en què ha participat mai. Amidou, en una entrevista per al Morocco Times el 2005, va declarar que de totes les pel·lícules de la seva filmografia, Sorcerer va deixar la impressió més duradora en ell ja que "es va negar a tenir un substitut i ho va pagar físicament."
Friedkin va antagonitzar Paramount, utilitzant una foto corporativa del Gulf and Western per a una escena que presentava el malvat consell d'administració de l'empresa fictícia que va contractar els homes per lliurar dinamita. Walon Green recorda l'experiència de la següent manera:
| « | [Friedkin] va posar la foto de Bluhdorn a la paret de l'oficina en l'escena on [el capatàs de la companyia petroliera] descobreix que el pou ha estat volat per terroristes i que no hi poden fer res. Quan Bluhdorn va veure la seva imatge a la paret com a president de la companyia petroliera, va tenir una hemorràgia de merda! | » |

#### Exteriors

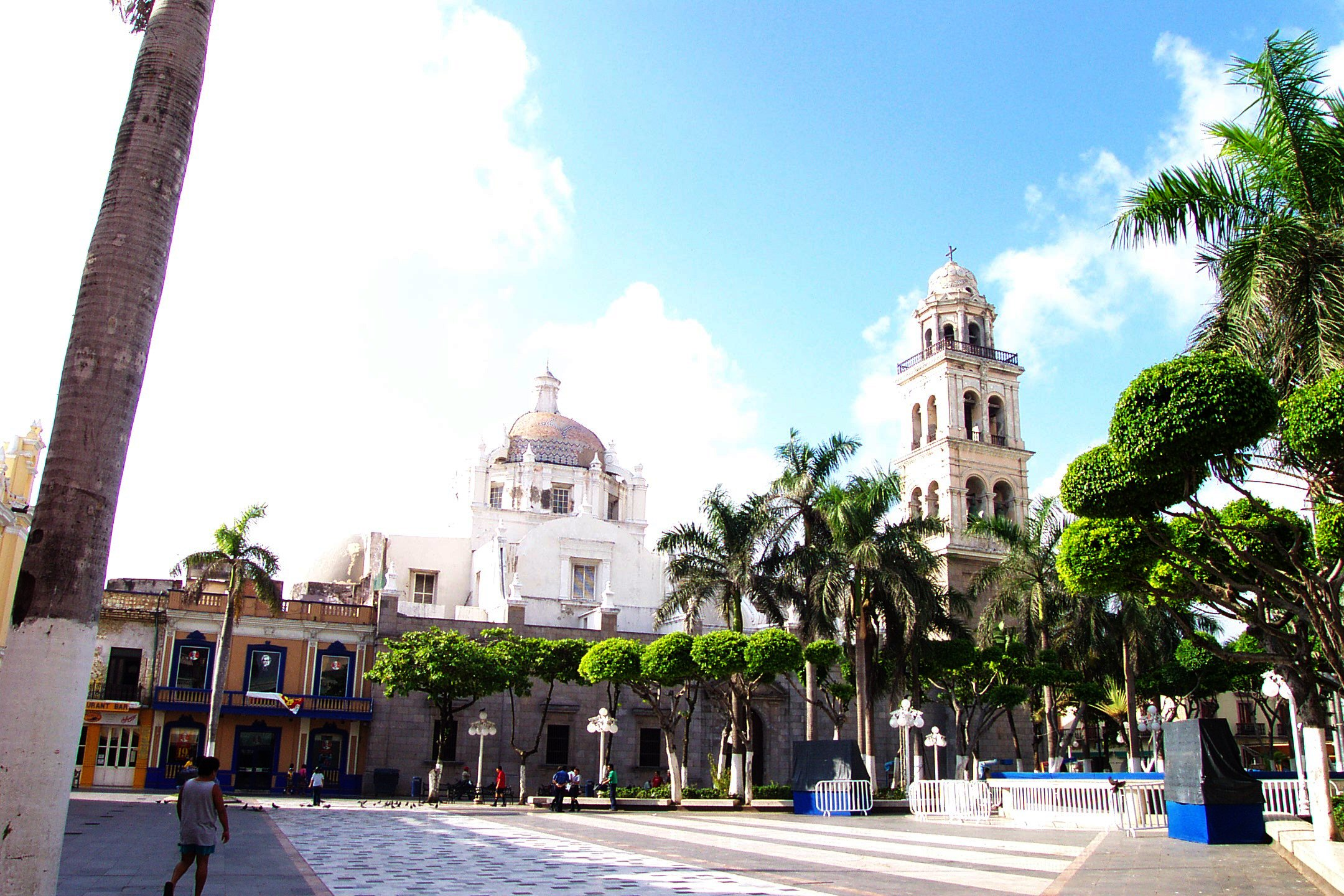
Veracruz plaça de la ciutat, Mèxic: una ubicació utilitzada per a la primera seqüència de pròleg, amb Nilo, tot i que es va filmar com a darrera durant la producció

Per crear quatre pròlegs per a les històries de fons respectives dels personatges, Friedkin va rodar cadascuna de les vinyetes a exteriors, respectivament a París per a Victor Manzon, Jerusalem per a Kassem, Elizabeth (Nova Jersey), per Jackie Scanlon, i Veracruz, per a Nilo. La part principal de la pel·lícula, d'altra banda, estava pensada originalment per ser rodada a l'Equador, cosa que va impressionar enormement a Friedkin.
Tanmateix, aquesta diversitat d'ubicacions va causar serioses preocupacions sobre el pressupost. Després de la forta oposició de Lew Wasserman, que era el propietari d'Universal Studios en aquell moment, Friedkin va haver de decidir no rodar-hi. El director finalment es va establir per la República Dominicana, després de rebre llum verda dels executius de l'estudi. En unes memòries, Infamous Players: A Tale of Movies, the Mob (And Sex), el productor de cinema Peter Bart va teoritzar que el propietari de Gulf and Western, Charlie Bluhdorn, va donar suport econòmic a la República Dominicana i tenia la intenció de crear-hi un centre de realització de cinema. Paul Rowlands, un crític, va afirmar que "és probable que la decisió de filmar a la República Dominicana fos una de les afavorides de Bluhdorn".
Després de buscar ubicacions amb Walon Green i John Box, el dissenyador de producció, van triar Villa Altagracia com a ubicació principal. Friedkin va descriure el lloc com "una presó sense parets" amb un " sentit de pobresa i persecució atemporals".

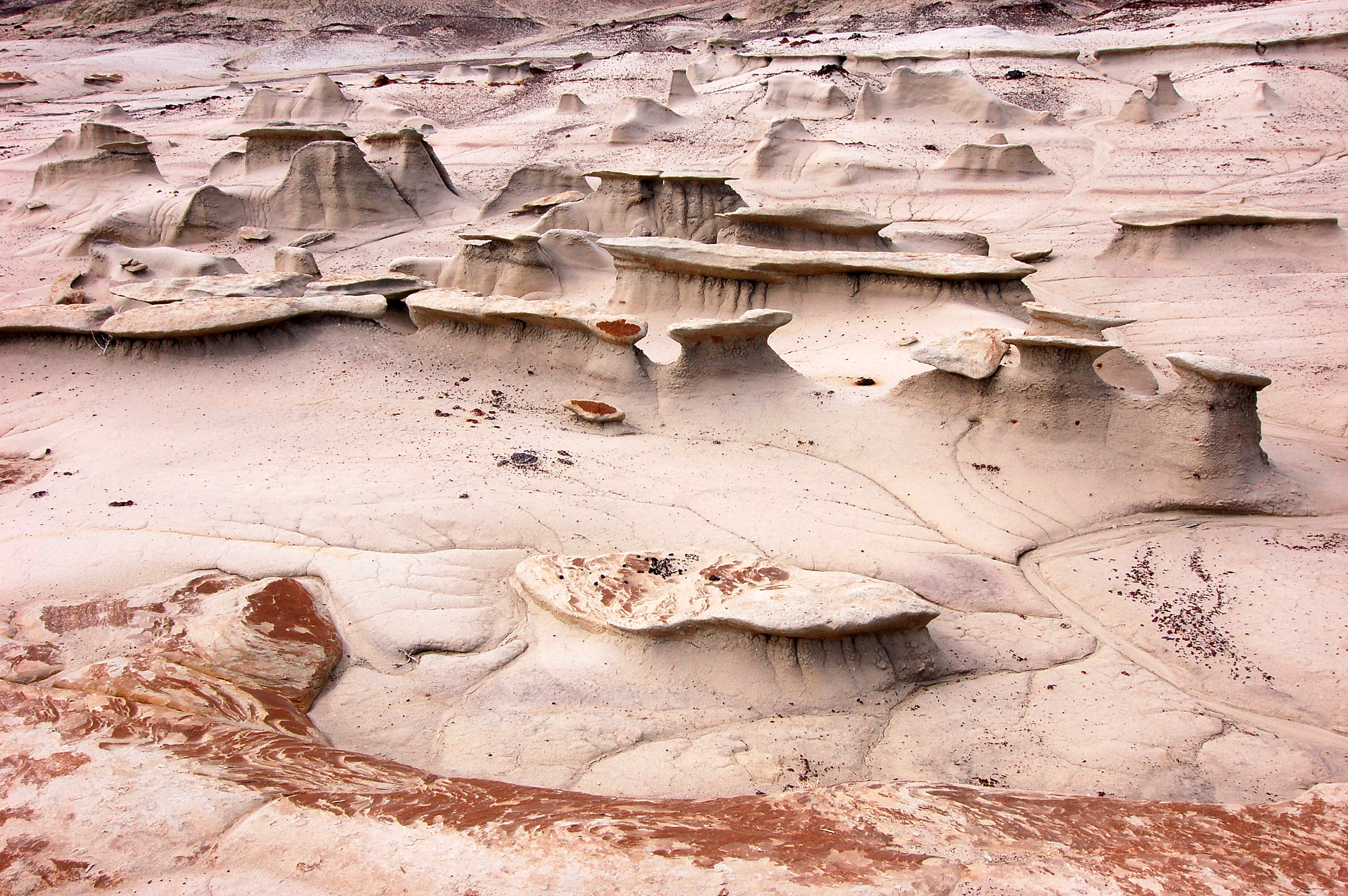
Bisti/De-Na-Zin Wilderness a Nou Mèxic, utilitzat com a teló de fons en el clímax al·lucinatori de la pel·lícula

Encara que la majoria de la pel·lícula es va rodar a la República Dominicana, Friedkin no va dubtar a buscar altres llocs per aconseguir l'efecte desitjat. Un dels més notables es representa al clímax de la pel·lícula. Presenta un paisatge surrealista a les terres de la Nació Navajo a Bisti/De-Na-Zin Wilderness, Nou Mèxic:
| « | L'única seqüència que quedava per rodar va ser l'última etapa del viatge del camió supervivent, el Lazaro, i volia que fos diferent de les altres ubicacions... i John Box la va trobar en un lloc anomenat Bisti Badlands a al nord-oest de Nou Mèxic, a 35 milles al sud de la ciutat anomenada Farmington... Va ser el paisatge que vam triar per al final del viatge, en què Scanlon abraça la bogeria, abandona el seu camió i porta la dinamita dos milles fins al jaciment de petroli en flames. | » |

#### Conflictes i problemes al plató
Durant una seqüència que implicava la detonació d'un enorme arbre de caoba, Friedkin es va enfrontar a un problema de poder explosiu inadequat. En un principi, Marcel Vercoutere, un home d'efectes especials que abans va treballar amb el director a L'exorcista, havia de ser el responsable de l'explosió. Tanmateix, no va aconseguir l'efecte requerit i amb prou feines va malmetre l'arbre. Això va impulsar Friedkin a buscar els serveis d'un incendiari procedent de Queens, Nova York, amb el pseudònim de "Marvin the Torch", que va arribar a la República Dominicana tres dies després de la trucada i l'ús de materials inflamables van esborrar l'arbre en una presa l'endemà al matí. i veure els diaris. El director va descriure els pròlegs com a "bonicament rodats", però no estava satisfet amb les escenes de la selva que va considerar "subexposades" i "fosques". Li va dir a Dick Bush que caldria tornar a disparar. Bush, en canvi, va argumentar que el rodatge s'hauria d'haver fet en un escenari on hagués pogut ajustar adequadament la il·luminació. La resposta va recordar a Friedkin els seus problemes anteriors al plató de The Boys in the Band i el va ofendre, ja que des del primer moment havia volgut rodar la pel·lícula sencera a la ubicació. En veure les escenes subexposades, Bush va "perdre la confiança" i posteriorment va ser acomiadat, la qual cosa va obligar a Friedkin a contractar un nou equip de càmera. Va substituir Bush per John M. Stephens amb qui havia treballat amb David L. Wolper. Stephens va aplicar els canvis necessaris, inclòs l'ús de reflectors per equilibrar "les ombres profundes dels arbres alts", així com la substitució de les lents i la pel·lícula. Això va donar lloc a un salt de qualitat cinematogràfica que va fer les delícies del director, que ha dit que "els llocs semblaven bonics als ulls".
A part de Bush, Friedkin va tenir una baralla amb el representant cap dels Teamsters a qui va destituir en algun moment i que va fer que el director trobés un altre equip de camioners. El director també va acomiadar cinc caps de producció, cosa que va molestar Scheider, que va dir que estava "cansat d'anar a l'aeroport i acomiadar-se d'ells", a més d'afegir que era l'únic que Friedkin no podia deixar caure, ja que era l’actor principal. David Salven, escollit inicialment com a productor en línia, va haver de renunciar per motius personals, ja que s'enfrontava a la possibilitat d'un divorci. Friedkin va lamentar aquesta situació, ja que va elogiar molt a Salven per les seves contribucions anteriors a les seves pel·lícules. Va ser substituït per Ian Smith, a qui el director va descriure com "experimentat i eficient".
A Tuxtepec, Mèxic, on es va filmar l'escena del pont penjant, un agent federal encobert va informar a Friedkin que diversos dels seus membres de la tripulació, inclosos homes de la tripulació, dobles i un maquillador, estaven en possessió de drogues i se'ls va instar a abandonar el país o s'enfrontaven a condemnes de presó. Segons els informes, va trigar dues setmanes a reemplaçar els treballadors de la tripulació. A més dels conflictes interns al plató, Friedkin, citat per Mucci, va dir que aproximadament cinquanta persones "havien d'abandonar la pel·lícula per ferides o per gangrena," així com intoxicació alimentària i malària. A The Friedkin Connection va afegir que "gairebé la meitat de la tripulació va entrar a l'hospital o va haver de ser enviat a casa". El mateix Friedkin va perdre cinquanta lliures (23 quilos) i va patir malària, que va ser diagnosticada després de l'estrena de la pel·lícula. Tim Applegate va concloure un relat de la problemàtica realització de Sorcerer comparant Friedkin amb Francis Ford Coppola durant la producció d' Apocalypse Now: "Friedkin va portar el seu equip de càmeres a la jungla i mai no ha tornat del tot."
Durant el rodatge de la pel·lícula a Villa Altagracia, es va presentar una demanda contra Cinema Dominica (filial de Gulf and Western) per empresaris dominicans per suposats danys. El diari El Caribe va dir que la demanda contra Cinema Dominica acusava que la companyia havia "incomplert el contracte de lloguer que va signar per a l'ús de les ubicacions comercials de la ciutat".
Friedkin recorda que treballar amb Scheider era difícil, afirmant que l'actor tenia canvis d'humor freqüents que no es van produir durant el rodatge de The French Connection i va teoritzar que després d'aconseguir el protagonisme amb Tauró es va tornar "difícil", cosa que contrastava. amb la seva actitud de The French Connection, on "hauria llançar [sic] davant d'un tren elevat" per a Friedkin. El director va afirmar que amb Scheider de vegades era "impossible de parlar" i totalment indiferent a qualsevol dels seus suggeriments. Va resumir l'experiència dient que l'àrdua programació de producció i les difícils condicions a la República Dominicana van ser probablement els motius de la seva relació. De la mateixa manera, Scheider també tenia les seves reserves sobre el treball amb Friedkin, d'una banda el va elogiar com a "cineasta extraordinàriament dotat, que explicava històries amb imatges i filmava molt bé", però malgrat la seva erudició, estava marcat per una actitud de desconfiança que posava molt tensos a tothom al seu voltant. Segons Diane Kachmar, Friedkin creia que va inspirar altres per aconseguir grans resultats, però Scheider no va afavorir aquestes condicions de treball. per interpretar totes les escenes que posaven en perill la vida que va fer, i va afegir que en veure els diaris "sabia que valia la pena". Malgrat les tensions mútues, el director va valorar molt positivament Scheider, no guardava cap rancúnia i lamentava no haver rebut més reconeixement per la seva obra. Tanmateix, la seva relació va acabar "separant-los".

### So
L'equip de disseny de so incloïa Jean-Louis Ducarme, amb qui Friedkin havia treballat a L’exorcista i de qui pensava molt bé. A ell es va unir Robert Knudson, que també era un supervisor de so de la pel·lícula anterior de Friedkin, així com Robert Glass i Richard Tyler. L'equip de so va utilitzar mostres distorsionades de rugits de tigre i puma per al so dels motors dels camions. C.J. Schexnayder va assenyalar que aquest exercici tècnic era "relativament únic per al període"; però, amb els anys, tècniques com aquestes es van convertir en un element bàsic de la realització de pel·lícules. El disseny de so finalment va aconseguir l'única nominació de la pel·lícula als Premis Oscar, que va perdre davant Star Wars.

## Música
Sorcerer va marcar la primera banda sonora de cinema de Hollywood per a la banda alemanya de krautrock i electrònica Tangerine Dream. William Friedkin, durant la seva visita a Alemanya, assisteix al seu concert en una església abandonada a la Selva Negra. La banda li semblava "a l'avantguarda del so del sintetitzador electrònic" que aviat es convertiria en un element bàsic de la cultura convencional. Va valorar la seva música com una barreja de música clàssica tocada en sintetitzadors i "el nou so pop", i va descriure l'experiència com "hipnotitzant". En una entrevista per a l'Evolution Garden Music Award, Edgar Froese, llavors líder de la banda, va recordar com inicialment va rebutjar l'encàrrec, pensant que Friedkin anotaria The Exorcist II, sobre la qual Froese no estava entusiasmat. No obstant això, en saber que Friedkin tenia la intenció de reimaginar Els salaris de la por, Froese va tornar a trucar a Friedkin i li va demanar que es treballés material de vídeo, però Friedkin va suggerir que la banda creés la partitura basant-se únicament en les seves impressions sobre el guió, sense veure un sol minut de vídeo. Després de reunir-se inicialment a París, Froese informa que Friedkin estava encantat amb el seu treball; Froese va afegir que "mai van haver de canviar res en aquesta partitura" i va resumir la seva implicació com "el treball més senzill que vam fer per Hollywood". En rebre el material d'àudio encarregat, Friedkin es va inspirar a editar la pel·lícula d'acord amb la música, que va rebre en forma crua i sense pont.
Friedkin, un admirador de la banda, va declarar a les notes de la banda sonora que "[l]hagués [he] escoltat abans [ell] els hauria demanat la partitura [The Exorcist]", i que ell considera que la pel·lícula i la partitura són "inseparables". A part de la partitura de Tangerine Dream, es van utilitzar alguns fragments de  Hymns/Spheres de Keith Jarrett. Friedkin també va incloure una cançó amb llicència, "I'll Remember April", del saxofonista de jazz Charlie Parker, i una versió de "So What" de Miles Davis. Per a la projecció de la pel·lícula, Paramount i William Friedkin van preparar instruccions específiques pel que fa a la música: van exigir una obertura musical de tres minuts i mig abans de cada projecció i van prohibir-ne qualsevol alteració.
El 2019, la banda sonora es va publicar en vinil verd per Waxwork Records. Inclou la partitura completa de Tangerine Dream i notes de text de William Friedkin.

## Estrena

### Taquilla
| «                                                                        | Quan el nostre tràiler [de Sorcerer] es va esvair en negre, les cortines es van tancar i es van tornar a obrir, i es van anar obrint i obrint, i vas començar a sentir que aquesta cosa enorme venia per sobre de la teva espatlla i t'aclaparava, i vas sentir aquest soroll, i tu va sortir directament a l'espai. Va fer que la nostra pel·lícula semblés aquest petit tros de merda amateur. Li vaig dir a Billy [Friedkin]: "Estem malament i ens fan fora de la pantalla". Has d'anar a veure això.' | » |
| — L'editor de cinema Bud Smith, sobre la seva reacció en veure Star Wars | |   |

Paramount Pictures i Universal Pictures van arribar a un acord pel qual Paramount distribuiria la pel·lícula a l'est dels Estats Units mentre que Universal distribuiria la pel·lícula a l'oest dels Estats Units. Sorcerer es va estrenar als Estats Units el 24 de juny de 1977, i va acabar sent un fracas de taquilla, amb una recaptació de 5,9 milions de dòlars nacionals i 9 milions de dòlars arreu del món. Roger Ebert va estimar que, en aquell moment, la pel·lícula hauria necessitat uns 45-50 milions de dòlars bruts per "arribar a l'equilibri". Va ser llançat un mes després de l'èxit de taquilla de George Lucas Star Wars; Mann Theatres volia mantenir Star Wars al Mann's Chinese Theatre, però Paramount va insistir perquè la companyia complís el seu contracte per a Sorcerer.Advertits per l'editor de Sorcerer Bud Smith, Friedkin i la seva dona Jeanne Moreau van veure l'èpica de ciència-ficció al Mann's Chinese Theatre i van veure nerviosament les gegantines multituds que hi assistien, sabent que la seva pel·lícula aviat la substituiria. Les pors de Friedkin eren correctes; quan Sorcerer va debutar al cinema, va ser tan infructuós en comparació que Star Wars va tornar ràpidament. Friedkin agreed with this assessment during an interview on the Bug DVD.

Diversos crítics van teoritzar que un altre factor probable en el fracàs de taquilla de la pel·lícula va ser la confusió relacionada amb el seu títol. Cyriaque Lamar de Cracked.com assenyala que "[l]audiència que esperava estranyesa mística a L’exorcista va sortir dels cinemes[, provocant] anuncis que Sorcerer era 'NO UNA PEL·LÍCULA SOBRE EL SOBRENATURAL'".El crític de cinema Gene Siskel pensava que Sorcerer era un "títol molt dolent". Per a ell, el títol podria haver indicat una certa semblança a L'exorcista i pensava que el públic d'aleshores estava avorrit d'una altra pel·lícula sobre exorcismes o això era precisament el que volien i en veure la pel·lícula es van confondre. preguntant-te "on és el diable?" Siskel també va pensar que cadascuna de les productores pensaria que l'altra s'encarregaria de la promoció, i ningú la va percebre com un "projecte únic, es va deixar caure entre totes". D'altra banda, Roger Ebert va expressar la seva decepció per l'actuació de la taquilla de la pel·lícula dient que "podríeu fer més que això només amb l'estrena la primera setmana, la gent ensopegant amb un teatre equivocat buscant Bruce Lee", i va culpar a Universal i Paramount de la manca de suport. Friedkin va afirmar que la seva actitud durant la realització de la pel·lícula "va alienar la direcció de dos estudis" i, com a conseqüència, no es van sentir obligats a donar-hi suport.
ATENCIÓ, SI us plau. Per dramatitzar els diferents orígens dels personatges principals de 'Sorcerer', dues de les seqüències inicials es van filmar en els idiomes estrangers adequats, amb subtítols en anglès. A part d'aquestes escenes inicials, 'Sorcerer' és una pel·lícula en llengua anglesa.
A més, els setze minuts inicials no contenen cap parla en anglès, cosa que va fer pensar al públic que es tractava d'una pel·lícula estrangera subtitulada, i va provocar sortides. En conseqüència, això va provocar que les sales de cinema poséssin una exempció de responsabilitat a les targetes del vestíbul que afirmava que, en la seva majoria, era ua pel·lícula en anglès.
Després de la mala acollida de la pel·lícula, el seu desastre financer va fer que els executius de Universal anul·lessin el seu contracte amb Friedkin immediatament. Friedkin es va traslladar a França amb Moreau on es va recuperar d'una infecció de malària contreta durant el rodatge i volia mantenir vincles estrictes amb la indústria cinematogràfica estatunidenca. Malgrat el fracàs de Sorcerer, en una entrevista de 2013 per a The National, Friedkin va declarar que en retrospectiva mai va deixar de creure en la pel·lícula: "Mesuro l'èxit o el fracàs d'una pel·lícula en una cosa: com me'n he apropat de la meva visió."

### Recepció crítica

#### Recepció inicial
Sorcerer no va ser tan ben rebuda ni pel públic ni pels crítics de cinema com ho havien estat les dues pel·lícules anteriors de Friedkin. El revisor de pel·lícules estatunidenc D. K. Holm va donar a entendre que totes les crítiques podrien haver sorgit del fet mateix que Friedkin fins i tot es va atrevir a reimaginar un clàssic francès.
Al llibre de classificacions anuals de Leonard Maltin "Movie Guide", la pel·lícula només rep dues estrelles i mitja de quatre, amb les crítiques, "Remake car de Els salaris de la porr mai. realment agafa força malgrat unes quantes escenes sorprenents." A la Halliwell's Film Guide de Leslie Halliwell, l'avaluació és encara més dura, i l'autor va trobar la pel·lícula "verdaderament insultant", arribant a dir: "Per què algú voldria gastar 20 milions de dòlars en un remake de Els salaris de la por, fer-ho malament i donar-li títol erroni és una conjectura que ningú sap. El resultat és terrible." Andrew Sarris a la seva crítica del 18 de juliol de 1977 per a The Village Voice va resumir la pel·lícula com "un llibre de text visual i sonor sobre tot el que està malament amb les pel·lícules actuals," a més d'afirmar que la pel·lícula va restablir l'estatus de Friedkin al començament de la seva carrera, i el va comparar desfavorablement amb Clouzot, John Huston i David Lean, declarant que "no s'ha acostat a coincidir la seva artesania." Robert C. Cumbow al número de setembre de 1977 de Movietone News també va criticar la pel·lícula, criticant la col·locació de la càmera com a "defectuosa", cosa que, segons la seva opinió, va provocar una exposició inferior. A més, també va considerar que el muntatge de la pel·lícula era "ridícul" i pensava que Sorcerer mancava de la implicació dels personatges. John Marlowe de The Miami News va valorar desfavorablement els diàlegs de la pel·lícula, afirmant que el diàleg de "Sorcerer es redueixen al mínim que no sols tu "No sents res per aquests quatre perdedors, sinó que mai no els coneixes". També va considerar la barreja de moments realistes i surrealistes de la pel·lícula com "mal de cap". Peter Biskind va descriure la pel·lícula com "conscientment artística i pretensiosa […] atrapada fatalment entre Amèrica i Europa, comerç i l'art", afirmant que el resultat representava "el pitjor dels dos mons", a més de assenyalar que el públic de l'època era sorprenentment diferent del que adorava "The French Connection". Films Illustrated va resumir Sorcerer com "per sota de la normalitat", malgrat la implicació del reputat actor principal Scheider i un " director de primer nivell", Friedkin. A l'edició d'agost de 1997 de The Progressive, Kenneth Turan va elogiar la configuració narrativa de la pel·lícula; Tanmateix, pensava que, malgrat això, era impossible vincular-se als personatges. Va concloure la ressenya dient que amb "pel·lícules com aquesta, el sentiment ho és tot".Una queixa va ser que alguns dels talls d'escena van ser massa bruscos. Gene Siskel va afirmar que els personatges "semblen ser una mica freds", a més d'opinar que els efectes especials van dominar els protagonistes.
John Simon va escriure sobre com Friedkin "va gastar vint-i-un milions de dòlars per perpetrar una pel·lícula que podria ser útilment estudiada en cursos sobre com no fer pel·lícules".
James Monaco va elogiar la cinematografia i l'artesania, i va afirmar que "Friedkin té un compromís amb aquesta història", però va concloure que "d'alguna manera la tècnica aclapara el significat i l'emoció". A més, va descriure la pel·lícula com a "més moderada" que l'obra anterior de Friedkin, a més d'anomenar-la "un gest d'autocomplaença molt ingenu" i va trivialitzar el seu esforç en un simple intent de reconstruir "el seu heroi Clouzot".
David Badder, a Monthly Film Bulletin, opinava que encara que la pel·lícula s'hagués truncat, no milloraria la seva qualitat. Va descriure Sorcerer com a "notablement deslluïda", i no va apreciar el to inestable de la pel·lícula que va anomenar "impenetrablement obscura". A més, va considerar que el paper de Scheider estava molt subdesenvolupat i "consisteix en mirades significatives fora de la càmera i ganyotes lamentables".
D'altra banda, Sorcerer va obtenir alguns elogis de diversos crítics importants, com ara Roger Ebert del Chicago Sun-Times,  Vincent Canby, el principal crític de cinema de The New York Times, i Jack Kroll de Newsweek.
Ebert, en un episodi del novembre de 1979 de Sneak Previews amb Gene Siskel, va qualificar la pel·lícula de "clàssic passat per alt", i es va sorprendre que la pel·lícula "es passés per alt" tot i estar protagonitzada pel nominat al Premi Oscar Roy Scheider i dirigida per William Friedkin, guanyador de l'Oscar. A més, va afirmar que la pel·lícula el va "divertir molt" i va elogiar l'escena del pont penjant en particular, dient que "potser és l'escena més sorprenent de tota la pel·lícula. És una combinació de desesperació, suspens i grans efectes especials de com Roy Scheider i els seus companys intenten maniobrar un camió gegant ple de nitroglicerina pel cor d'aquesta selva a través d'un pont penjant". A més, va subratllar que Sorcerer estava "a un nivell molt superior a la majoria de les pel·lícules d'acció" i la va qualificar de "una feina d'amor per al director William Friedkin", i fins i tot va arribar a dir que "les escenes de la jungla, la pluja i la inundació, la catàstrofe del foc són una de les escenes més emocionants que he vist mai". Pel que fa als temes, la seva impressió sobre les intencions de Friedkin va ser que "volia mostrar el comportament humà als seus extrems; homes turmentats per completar una missió de vida o mort contra tot pronòstic i descobrint els seus propis límits alhora." Ebert considerava Sorcerer un dels 10 millors pel·lícules de 1977.
Canby va qualificar Sorcerer "un bon petit melodrama envoltat de pulp"i va elogiar les actuacions de Scheider i Cremer, que considerava "extremadament bones"; Scheider va aportar "la nota dominant de la desesperació temerària". D'altra banda, va pensar que la imatge "hauria d'haver estat molt, molt més ajustada". i menys genial cinematogràficament." A més, va pensar que la pel·lícula es beneficiaria d'un títol diferent per separar-se de L’exordista. Kroll, a la seva crítica Newsweek, va qualificar la pel·lícula de "la pel·lícula estatunidenca més dura i implacable en molt de temps".

#### Reavaluació
La pel·lícula d'avui és rebuda més positivament pels crítics de cinema professionals. El lloc web d'agregació de ressenyes Rotten Tomatoes indica que Sorcerer té una puntuació d'aprovació del 83%, amb una puntuació mitjana de 7,6 sobre 10, basada en 52 ressenyes. El consens crític del lloc web diu: "Sorcerer, que avança obstinadament amb la seva velocitat impredictible, presenta seqüències ambicioses de boja tensió  de nus blanc."" A Metacritic la pel·lícula té una puntuació del 68% basada en les ressenyes de 13 crítics. Nombrosos mitjans van assenyalar que Sorcerer és ara un tema de reavaluació crítica i un interès rejovenit, en contraposició a altres pel·lícules menys conegudes de la seva època. Alguns crítics i artistes contemporanis també van declarar que l'adaptació de Friedkin de la novel·la Els salaris de la por supera la de H. G. Clouzot. Aquesta tendència també va conduir a un revisionisme del Salaris de la por de Clouzot que ara és criticat desfavorablement respecte a certs aspectes en comparació amb la versió de Friedkin.
El crític de cinema Robert C. Cumbow, que va criticar durament la pel·lícula a Movietone News (setembre de 1977) en el moment de l'estrena, des de llavors ha reconsiderat els seus pensaments inicials i ha afegit un epíleg el 2010 on admet que ara "llegeix-ho amb vergonya" i ara reconeix elements que abans va identificar com a "inconcloents" com a aspectes de "l'economia narrativa de Friedkin, l'impacte visceral i l'evitació del tòpic visual"; va concloure les seves observacions que la seva opinió era un procés gradual i llarg.
El 16 de març de 2001, l'escriptor i director Peter Hanson va resumir que Sorcerer contrasta amb l'autocomplaença freqüent dels anys setanta i va declarar que la pel·lícula és tremendament emocionant amb una gran tensió que va atribuir a la construcció de la trama com "un descens a la psique d'un personatge arquetípic embogit per les circumstàncies". També va elogiar l'escena de l'encreuament del pont i la va elogiar "una de les seqüències de suspens més elaborades de la història del cinema", assenyalant una quantitat aclaparadora de muntatges de càmeres que, segons la seva opinió, suposaven crear "un nivell de tensió intens" i tanta dedicació. és palpable al llarg de tota la pel·lícula.
El revisor de pel·lícules nord-americà D. K. Holm, en el seu llibre de 2005 Film Soleil, va descriure la pel·lícula com a "superior tant al seu model com a la novel·la de la qual tots dos estan trets lliurement", a més de considerar les vinyetes inicials com una "innovació". . Segons Holm, un dels fils més destacats de Sorcerer és que "afrontar la frustració és el 'viaje' de la vida", que, segons la seva opinió, "configura de manera excel·lent" el suspens final.
El nominat a l'Acadèmia, guionista i director Josh Olson, més famós pel seu guió de Una història de violència, va fer una ressenya de vídeo de Sorcerer per la websèrie Trailers from Hell el 2007. Va elogiar molt la pel·lícula, afirmant que és el millor esforç de Friedkin ("Sorcerer és Friedkin a la part superior del seu joc") i que era "almenys igual a l'original". També va aplaudir l'ambient, que va dir que tenia "un to meravellós i una sensació real de por i desesperació […] és ajustada i plena de suspens, cada escena t'agafa pel coll i està ben rodada. Pots sentir la humitat allà a Amèrica del Sud. Pots sentir la suor als pals de dinamita". Va concloure la ressenya dient que l'únic aspecte en què la pel·lícula va fallar va ser el fet que va sortir al mateix temps que Star Wars. Olson va considerar que "la pel·lícula es mereixia una gran audiència", a més de fantasejar que "en algun lloc hi ha un univers alternatiu on Sorcerer és un gran èxit que canvia el joc a Hollywood i estic fent el comentari de Trailers from Hell en un clàssic de culte desconegut anomenat Star Wars. En aquest món, Hollywood ha passat els propers 30 anys fent pel·lícules intel·ligents i nervioses per a adults, la taxa d'alfabetització és del 100%, no hem estat en guerra des de Vietnam i la fam al món és només un record."
El 21 d'agost de 2009, l'escriptor Stephen King va publicar un article a Entertainment Weekly titulat "Stephen King's Reliable Rentals". A la seva llista de "20 [pel·lícules] que mai decepcionen", King va col·locar el Salaris de la por original al número 2 i el Sorcerer de Friedkin al número 1, afirmant que tot i que Salaris de la por "és considerada una de les millors pel·lícules de l'edat moderna", va preferir Sorcerer, i va afirmar que el paper de Scheider com a Jackie Scanlon va ser un dels dos millors papers de tota la seva carrera, a més de dir que la pel·lícula "genera [s] suspens a través d'una bella senzillesa".
Un destacat crític de cinema anglès, Mark Kermode, també va expressar el seu agraïment per la pel·lícula, dient que "s'estimava la versió de William Friedkin de Els salaris de la por", i va afegir, però, que "només un idiota diria que Sorcerer és una pel·lícula millor que Els salaris de la por."
Quentin Tarantino ha dit: "Sorcerer és per a mi una de les millors pel·lícules que s'han fet mai... Només l'escena del pont és un dels grans moments de suspens del cinema. És un dels grans rodatges de seqüències. "Les imatges en si, l'edició." Tanmateix, Tarantino també va dir que el càsting de Roy Scheider en el paper principal va ser un defecte: "No està malament a la pel·lícula. No és l'actor que necessita la pel·lícula. I és més el fet que la pel·lícula necessitava espatlles més grans per posar aquest tipus d'èpica a... Steve McQueen o Robert Blake, haurien estat perfectes.

##### Llistes top ten pel·lícules
- 1st – Stephen King, Entertainment Weekly, "20 Movie Rentals That Never Let Me Down"[103]
- 9th – Roger Ebert, Chicago Sun-Times, els millors 10 films des de 1977[96]
- sense classificar – Quentin Tarantino, 2012 Sight & Sound enquesta personal de les 12 millors pel·lícules[109]
- sense classificar – Benjamin Safdie, enquesta personal de les 10 millors pel·lícules de Sight & Sound del 2012[104]

### Reconeixements
Els membres de la tripulació Robert Knudson, Robert Glass, Richard Tyler i Jean-Louis Ducarme van ser nominats per l'Oscar al millor so als Premis Oscar de 1977 pel treball en aquesta pel·lícula.

### Estrenes internacionals i domèstiques

#### Versions internacionals
L’estrena de la pel·lícula tant europea com australianava reduir 28 minuts de l'original (però no a França, on la pel·lícula es va distribuir en la seva versió completa). A la majoria de regions del món també va ser retitolada com a Wages of Fear i distribuïda per Cinema International Corporation (més tard rebatejada com a United International Pictures), una empresa conjunta entre Universal i Paramount establerta específicament per a la distribució a l'estranger. Aquesta versió s'obre al poble amb els conductors ja presents, i acaba amb el lliurament d'explosius. Les retallades les va fer la distribuïdora internacional Cinema International Corporation, sense el consentiment de Friedkinper tal d'obtenir més projeccions. Friedkin es va referir a aquest tall com una versió "mutilada" de la seva obra. Les vinyetes d'obertura es conserven una mica, encara que s'escurcen molt i s'insereixen com a flashback. Tot i que el tall europeu és més curt, hi ha gairebé setze minuts de metratge únic que no es mostra a la versió cinematogràfica americana original.
Els canvis esmentats van ser aprovats per Verna Fields i encarregats a Jim Clark, que va acceptar de mala gana, i Cynthia Scheider. Fields era un executiu d'Universal Studios que pensava que escurçar i reestructurar la pel·lícula augmentaria el seu potencial comercial. Scheider també estava interessat a aplicar aquests canvis, oferint la seva col·laboració. Fields va assegurar a Jim Clark que Friedkin permetia canvis, però desconfiava molt de l'autenticitat d'aquesta afirmació. Per tant, Clark va escriure una indemnització impedint a Friedkin qualsevol forma d'interferència. Alguns diàlegs addicionals escrits per Clark i Ken Levinson van ser posteriorment doblats. L'estudi no posseïa la impressió de l'obra original; per tant, es va veure obligat a treballar en la impressió combinada. Jim Clark va dir que el tall era "en el millor dels casos, passable" i va opinar que si "hagués deixat la versió de Friedkin en pau, hauria tingut exactament el mateix destí".

#### Mitjans domèstics
L'estrena de la pel·lícula en vídeo es va retardar durant molts anys; executius de Paramount i Universal van discutir que eren problemes de propietat els que impedien un llançament, tot i que un ponent d'Universal va suggerir que la manca d'interès públic podria ser un altre motiu. Una versió VHS de Sorcerer  es va publicar el 4 d'octubre de 1990. El 15 de desembre de 1990 va seguir un llançament en laserdisc. El DVD es va llançar als EUA. i Canadà el 17 de novembre de 1998 i va utilitzar la transferència de disc làser presentat en versió 1.33:1 sense pantalla panoràmica, que no és la seva relació d'aspecte original; es va mostrar als cinemes en una proporció d'1,85:1. Tanmateix, des que els televisors de pantalla panoràmica s'han fet populars, Friedkin ha permès que moltes de les seves altres pel·lícules s'estrenin en DVD en els seus formats de pantalla panoràmica originals (French Connection, A la cacera, Viure i morir a Los Angeles).

##### Reedició del vídeo casolà dels Estats Units del 2014 i llançament del vídeo casolà del Regne Unit del 2017
El setembre de 2013, Friedkin va anunciar que els nous llançaments de vídeos casolans remasteritzats en Blu-ray i DVD s'havien de llançar el 14 d'abril de 2014, tanmateix, ambdues no es van acabar fins al 22 d'abril. Tot i que el llançament de Blu-ray de 2014 conté una nova versió remasteritzada digitalment de la pel·lícula, la seva contrapartida del DVD és simplement una versió reeditada de l'anterior llançament del DVD, i no ha estat autoritzada per Friedkin, ell mateix la va negar i va aconsellar evitar la seva compra. A més, el director va anunciar que supervisaria el procés de remasterització per a la seva reedició del DVD, que va arribar a les botigues dels EUA a l'agost. Als Estats Units, el Blu-ray no tenia funcions addicionals, però anava acompanyat d'un fullet amb fotografies de producció i un fragment de les memòries de Friedkin The Friedkin Connection, i què va tenir una bona acollida en el moment del llançament, amb bones crítiques que elogiaven la qualitat de la transferència i van arribar al número 1 en drama i 2 en acció/aventura a Amazon.com. Tanmateix, al Regne Unit el Blu-ray es va estrenar el 6 de novembre de 2017 i incloïa una pel·lícula 'In Conversation' de 74 minuts amb el director, dirigida pel director Nicolas Winding Refn.

## Llegat
L'estatut de fracàs de taquilla de Sorcerer havia portat a comparacions amb altres fracassos financers de l'època, en particular La porta del cel de Michael Cimino, Història d'amor de Francis Ford Coppola, i New York, New York de Martin Scorsese. Els crítics van argumentar que el fiasco d'aquestes pel·lícules, entre d'altres, va contribuir a posar fi a un període d'aproximació d'auteur al cinema estatunidenc que va ser destacat als anys setanta.
Segons l'opinió de diversos crítics, l'estrena de Star Wars va marcar un canvi demogràfic distintiu entre el públic, així com un canvi de tendències en la indústria cinematogràfica de manera espectacular, que al mateix temps va contribuir al fiasco financer i crític de Sorcerer. Sean Macaulay assenyala que Star Wars va canviar el grup demogràfic de les pel·lícules, i va "restablir el cinema estatunidenc de nou a la fantasia reconfortant". Segons la crítica Pauline Kael, Star Wars va contribuir a "infantilitzar l'audiència", així com a "esborrar la ironia, l'autoconsciència i la reflexió crítica", i a Tom Shone, que va extreure de Kael, era impossible a Friedkin i Sorcerer competir amb ella. Biskind també pensava que la demografia statunidenca de cinema havia canviat considerablement des de The French Connection, i Sorcerer era "massa episòdica, fosca i estrella-desafiant" per aconseguir l'apreciació generalitzada. RH Greene argumenta que Star Wars, que segons la seva opinió era un "pur escapisme", va deixar pel·lícules intel·lectualment exigents com Sorcerer obsoletes.
Bill Gibron marca la desaparició del control creatiu dels escriptors i directors sense restriccions a favor de la producció cinematogràfica governada per l'estudi amb La porta del cel, i afegeix que Sorcerer també va contribuir significativament a aquesta tendència. Sheldon Hall teoritza que l'èxit de pel·lícules com Tauró i Star Wars van marcar les tendències del cinema de Hollywood per a les dècades posteriors. Això va ser en contrast amb l' "actitud subversiva" que aleshores els periodistes van anunciar com el cim del cinema. Hall observa que pel·lícules com M*A*S*H, Deliverance, Algú va volar sobre el niu del cucut, Tarda negra i Tots els homes del president tenen pocs equivalents a Hollywood després de la dècada de 1970". A més, afirma que l'últim any favorable per a New Hollywood va ser el 1976, i "el cinema socialment crític i estilísticament aventurer" aviat seria substituït per "treballs ideològicament i formalment conservadors" de directors com Steven Spielberg i George Lucas. El crític opina que diversos fiascos financers, com Sorcerer, New York, New York, Història d’amor i La porta del cel, eren pel·lícules d'auteur que aspiraven a aconseguir-ho. èxit popular, però van ser criticades tant pels espectadors com pels crítics. Aquesta creença també la manté J. Hoberman, a qui el període immediatament posterior a Algú va volar sobre el niu del cucut de 1975 va marcar el moment en què "les pel·lícules experimentals van ser cada cop menys capaces de recuperar els seus costos".
Justin Wyatt conclou que la caiguda del "període experimental" va ser seguida d'una retirada cap a la "gran cinematografia a gran escala", un element bàsic de Hollywood des de principis fins a mitjans de la dècada de 1960 i afegeix que cineastes com Peter Bogdanovich, Friedkin, i Arthur Penn encara van continuar amb la seva implicació cinematogràfica, però el seu treball més ambiciós s'havia produït durant el cim de l'època de New Hollywood, que es va caracteritzar per "l'experimentació financera".(p77) Nat Segaloff observa que les tendències cinematogràfiques presentades a Sorcerer van ser abandonades més tard pel sistema d'estudi, una opinió reflectida per Phil Mucci, que sosté l'opinió que Sorcerer representa un estil cinematogràfic que és poc probable que es torni a veure". William Friedkin afirma al documental de 2003 A Decade Under the Influence que el cinisme era una actitud omnipresent al país durant la dècada de 1970, per la qual cosa els estudis s'hi van mostrar receptius, cosa que va fer que "els cineastes i els caps d'estudi estiguessin en sincronia" i va afegir que el contingut artístic no es va qüestionar mai, només els costos. D'altra banda, el director creu que aquesta tendència és impossible de tornar, perquè considera que avui dia "una pel·lícula ha de servir al bé més gran de la corporació per fer-se i no pot ser de caràcter subversiu. A més, ha tenir l'atractiu més ampli possible, de manera que ajudi a altres divisions de la corporació".
Friedkin es va asseure per a una entrevista amb el director danès Nicolas Winding Refn el febrer de 2015, en què van parlar llargament de la pel·lícula. Va ser produït per l'empresa de distribució francesa La Rabbia.
La pel·lícula va ser seleccionada per a la seva projecció com a part de la secció de Cannes Classics al 69è Festival Internacional de Cinema de Canes.
El 2017, Friedkin va descriure Sorcerer com "l'única pel·lícula que he fet que encara puc veure".

## Cas judicial, restauració i reestrena
L'abril de 2012, es va informar que Friedkin demandava a Universal i Paramount pels drets domèstics de Sorcerer per una part dels beneficis de la pel·lícula. En una entrevista de juliol de 2012, Friedkin va dir que el cas de la pel·lícula estava pendent a la Cort d'Apel·lacions del Novè Districte a Califòrnia amb un acord que s'anunciaria el 26 de novembre. Si no s'hagués arribat a un acord en aquell moment, el jurat hauria fixar una data de judici per al març de 2013. El director va subratllar que la seva intenció no estava dictada pels beneficis sinó pel desig d'estrenar-la en DVD i Blu-ray, i tenir una impressió de pel·lícula per a diferents punts de venda, com ara com a societats cinematogràfiques i universitats. També va assenyalar que si el cas esdevingués precedent, esperava que ajudés altres pel·lícules en una situació similar.
En una entrevista de juliol de 2012, Friedkin va dir que Universal i Paramount van afirmar que no eren els propietaris de la pel·lícula i que no sabien qui ho era, com a conseqüència de la fallida de Cinema International Corporation, una empresa a la qual Universal Studios i Paramount Pictures van atorgar la propietat, i encarregada d'estrenar pel·lícules als mercats internacionals. Friedkin va dir que creia que qualsevol problema relacionat amb l'assumpte era de naturalesa comptable.
El desembre de 2012, Friedkin va revelar que els drets de la pel·lícula eren de fet propietat d'Universal, ja que el contracte d'arrendament de Paramount havia expirat després de 25 anys. També va afegir que es reuniria amb Warner Bros., que volia un subarrendament, i també va anunciar que es reuniria amb el cap d'Universal Studios; si el resultat fos negatiu, hauria de recórrer a un cas legal. Friedkin també va indicar que la restauració de Sorcerer requeriria una quantitat considerable de treball, afirmant que, en aquell moment, no posseïa cap gravat de bona qualitat. Va afegir que Paramount havia fet una impressió cap a principis de 2012, que es va mostrar al Aero Theatre de l'American Cinematheque, i que estava intentant localitzar-la, observant les dificultats relacionades amb l'obtenció de la impressió com a l'estudi ja no tenia una capacitat adequada per tractar l'assumpte, i les empreses offshore implicades en els assumptes legals es veien ara molt reduïdes en personal. Va dir que per això l'adquisició de la impressió de la pel·lícula necessitava molt de temps.
L'11 de febrer de 2013, Friedkin va anunciar que s'havien pressupostat diners per crear una nova còpia mestra digital de Sorcerer. També va afirmar que el negatiu original es troba en bon estat. Va seguir amb una declaració que The Criterion Collection no seria l'editor de la pel·lícula
El març de 2013, Friedkin va revelar que havia abandonat la seva demanda contra Universal i Paramount, i que ell i un "estudi important" estaven involucrats en la creació d'una nova impressió digital recolorida de Sorcerer, que es projectaria provisionalment a el Festival de Cinema de Venècia i rebre un llançament de Blu-ray:
| « | Estem traient el negatiu original, que està en molt bon estat, però sense canviar el concepte original hem de recuperar-lo en termes de saturació de color, nitidesa i tot el que... La pel·lícula ha estat en un remolí legal durant 30 o 35 anys. anys. I molta gent ha anat i vingut dels estudis durant aquest temps, de manera que es necessita una estona per desentranyar-ho tot, però estem molt a prop d'anunciar una data d'estrena. | » |

El 14 d'abril de 2013, l'esmentada impressió de 35  mm de Sorcerer dels arxius de Paramount es va projectar al primer festival anual de cinema de la Chicago Film Critics Association, amb la presència de Friedkin. Ha remarcat que la pel·lícula "no té data... Està ambientada en una mena de llimbs i ni els talls de cabell, ni els armaris ni els decorats han envellit malament."
El 2 de maig de 2013, el director va anunciar la reestrena pendent, una nova impressió digital i una estrena al Festival de Cinema de Venècia el 29 d'agost. on també rebria un premi a la seva trajectòria.
La restauració de la impressió està supervisada pel mateix Friedkin, juntament amb Ned Price i un talonador, Bryan McMahan, col·laborador de Friedkin des de 1994. A més, Friedkin també va confirmar que hi haurà llançaments de DVD i Blu-ray disc. Friedkin també va declarar que Warner Bros. va finançar la restauració i que els drets de distribució es repartirien entre Paramount per a les sales, Warner Bros. per a mitjans domèstics i en streaming, i Universal per a televisió. Segons Friedkin, la creació de la nova impressió havia de començar el juny de 2013. El director va descriure els seus esforços per restaurar i tornar a llançar Sorcerer com "un veritable moment de Llàtzer" i va dir que estava satisfet perquè "tindrà un nou vida al cinema".
El 4 de juny de 2013, el director va declarar que l'etalonatge digital començaria el 10 de juny de 2013, que va dir que es va completar el 25 de juny. No hi va haver distorsió dels colors originals, va dir, i es planejava una transferència de so envoltant 5.1 per al 28 de juny de 2013. A més, també va revelar que un comentari d'àudio i funcions addicionals formarien part del llançament del Blu-ray. El 17 de juliol de 2013, Friedkin va anunciar que s'havia remasteritzat la banda sonora de la pel·lícula. Dos dies abans de la projecció de Venècia, Friedkin va anunciar que s'havia reservat una projecció al Cinefamily de Los Angeles per a la primavera de 2014. El 12 de setembre de 2013, Friedkin va revelar que el 14 d'abril de 2014 seria la data d'estrena del vídeo casolà de la versió Blu-ray de la pel·lícula.